# Circuit lineal
Un circuit lineal és un circuit electrònic que obeeix al principi de superposició. Això vol dir que la sortida del circuit F(x) quan s'aplica una combinació lineal de senyals ax1(t) + bx₂(t) és igual a la combinació lineal de les sortides a causa dels senyals x1(t) i x₂(t) aplicats per separat:{\displaystyle F(ax_{1}+bx_{2})=aF(x_{1})+bF(x_{2})\,}S'anomena circuit lineal perquè la tensió i el corrent de sortida d'aquest circuit són funcions lineals de la seva tensió i corrent d'entrada. Aquest tipus de linealitat no és la mateixa que la dels gràfics de línia recta.
En el cas comú d'un circuit en què els valors dels components són constants i no canvien amb el temps, una definició alternativa de linealitat és que quan s'aplica una tensió d'entrada sinusoïdal o un corrent de freqüència f, qualsevol sortida en estat estacionari del circuit (el corrent a través de qualsevol component, o la tensió entre dos punts qualsevol) també és sinusoïdal amb freqüència f. Un circuit lineal amb valors de components constants s'anomena lineal invariant en el temps (LTI).
De manera informal, un circuit lineal és aquell en què els valors dels components electrònics (com la resistència, la capacitat, la inductància, el guany, etc.) no canvien amb el nivell de tensió o corrent del circuit. Els circuits lineals són importants perquè poden amplificar i processar senyals electrònics sense distorsió. Un exemple de dispositiu electrònic que utilitza circuits lineals és un sistema de so.

## Definició alternativa
El principi de superposició, l'equació definidora de la linealitat, és equivalent a dues propietats, l'additivitat i l'homogeneïtat, que de vegades s'utilitzen com a definició alternativa.
- {\displaystyle F(x_{1}+x_{2})=F(x_{1})+F(x_{2})\qquad } Addibilitat
- {\displaystyle F(hx)=hF(x)\qquad \qquad \qquad \qquad } Homogeneïtat

És a dir, un circuit lineal és un circuit en el qual (1) la sortida quan s'aplica una suma de dos senyals és igual a la suma de les sortides quan els dos senyals s'apliquen per separat, i (2) l'escala del senyal d'entrada {\displaystyle x(t)} per un factor {\displaystyle h} escala el senyal de sortida {\displaystyle F(x(t))} pel mateix factor.

## Components lineals i no lineals
Un circuit lineal és aquell que no té components electrònics no lineals. Exemples de circuits lineals són amplificadors, diferenciadors i integradors, filtres electrònics lineals o qualsevol circuit format exclusivament per resistències ideals, condensadors, inductors, amplificadors operacionals (a la regió "no saturada") i altres elements de circuits "lineals".
Alguns exemples de components electrònics no lineals són: díodes, transistors i inductors i transformadors de nucli de ferro quan el nucli està saturat. Alguns exemples de circuits que funcionen de manera no lineal són mescladors, moduladors, rectificadors, detectors de receptors de ràdio i circuits lògics digitals.